# Миноносцы типа S-126
Миноносцы типа S-126 — тип миноносцев (по официальной классификации германского флота — миноносцев для открытого моря), состоявший на вооружении Военно-морского флота Германии в начале XX века и в период Первой мировой войны. Продолжение развития германских «стандартных» миноносцев фирмы «Шихау». Всего было построено 6 миноносцев этого типа — S-126 — S-131 (все по программе 1904 года). В годы войны были переименованы в T-126 — T-131. Один миноносец (S-129) погиб в период Первой мировой войны, ещё один, головной S-126 был серьёзно повреждён и позднее восстановлен.

## Энергетическая установка
На кораблях типа в качестве ГЭУ были установлены две трёхцилиндровые паровые машины (тройного расширения) общей мощностью 6400 л. с. и 3 военно-морских котла с давлением 16 атмосфер. Максимальные запасы топлива на миноносцах этого типа составляли 117 тонн угля.

## Вооружение
Миноносцы вооружались тремя 50-мм орудиями с длиной ствола 40 калибров и общим боекомплектом из 252 патронов. Позднее артиллерийское вооружение было заменено на 1х1 88-мм морское орудие и 2х1 50-мм пушки. Торпедное вооружение эсминцев состояло из 3х1 450-мм торпедных аппаратов.